# Asociația municipală Seeland
Asociația municipală Seeland cuprinde 7 comune care hotăresc și administrează împreună problemele economice și financiare ale asociației.

## Comune componente
- Friedrichsaue
- Frose
- Gatersleben
- orașul Hoym
- Nachterstedt
- Neu Königsaue
- Schadeleben